# Pseudacrossus wewalkai
Pseudacrossus wewalkai är en skalbaggsart som beskrevs av Rudolph Petrovitz 1971. Pseudacrossus wewalkai ingår i släktet Pseudacrossus och familjen Aphodiidae. Inga underarter finns listade i Catalogue of Life.